# Agustín Franco Villanueva
Agustín Franco Villanueva fue un maestro, escritor y político mexicano nacido en Motul, Yucatán en 1879 y fallecido en la ciudad de Mérida en 1961. Fue elegido diputado a la XXVIII Legislatura del Congreso de la Unión de México en 1918 y más tarde en 1937, a la XXXVII Legislatura. Fue padre de Agustín Franco Aguilar, quien fuera gobernador de Yucatán de 1958 a 1964.

## Datos biográficos
Obtuvo su grado de profesor en la Escuela Normal de Mérida, Yucatán. Una vez graduado fue nombrado maestro en el Instituto Literario de Yucatán, entonces bajo la dirección de Fernando Patrón Correa.
Desde joven colaboró con varios medios periodísticos y sus artículos llamaron la atención por su combatividad social y por su tendencia liberal y de avanzada, sobre todo en materia educativa. A partir de sus colaboraciones periodísticas conformó un libro que se convirtió en un clásico de la pedagogía en el México de principios del siglo XX, que se tituló Despertar.
A la llegada de Salvador Alvarado al gobierno de Yucatán fue nombrado director de Enseñanza Rural, puesto que desempeñó durante varios años y que le permitió introducir deversas reformas en el sistema educativo del estado. Participó con Rodolfo Menéndez de la Peña y Eduardo Urzaiz, entre otros, en la organización del Primer Congreso Pedagógico de Yucatán, convocado por el gobernador Alvarado.
Franco Villanueva formó parte del primer Cabildo socialista de Mérida, Yucatán. Más tarde fue postulado para una diputación federal y en la elección de 1918 resultó electo a tal cargo. 
Se unió al proyecto político de Felipe Carrillo Puerto y colaboró estrechamente con él en la integración de las Ligas de Resistencia de Mérida y de Motul. En 1921, terminado su periodo federal, fue nuevamente electo, esta vez al Congreso Local de Yucatán. Desde esta posición asistió de cerca a los acontecimientos que llevaron a que Carrillo Puerto fuera primero derrocado y después arteramente fusilado el 3 de enero de 1924.
Agustín Franco sería diputado federal en una segunda ocasión en 1926. Intentó llegar a la gobernatura del estado en 1939, año en que presentó su candidatura, pero a la postre fue derrotado en su intención por Humberto Canto Echeverría a quien le correspondió el cargo a partir de 1940.
Los últimos años de su vida los pasó en el puerto de Progreso en donde fue por varios años presidente de la Junta de Mejoras Materiales. Murió en 1961, a los 81 años de edad, siendo gobernador del estado su hijo, Agustín Franco Aguilar.